# 京女刑事・真行寺メイ
『京女刑事・真行寺メイ』（きょうおんなけいじ・しんぎょうじメイ）は、2003年から2005年にテレビ東京系「女と愛とミステリー」で放送されたテレビドラマシリーズ。全2回。主演は富田靖子。
第1作のタイトルは『京女刑事・真行寺メイ翔ぶ!』。

## キャスト

### 主要人物

#### 京都府警嵯峨野警察署
真行寺明
演 - 富田靖子
嵯峨野署刑事。京都生まれ。本来「明」は「メイ」と読むが、荒張からは「アキラ」と呼ばれている。
岡崎俊哉
演 - 東根作寿英
嵯峨野署刑事。メイの相棒。
大野
演 - 大西耕治
京都府警刑事。
荒張浩三
演 - 石倉三郎
嵯峨野署刑事課長。明（メイ）の上司。

#### 群馬県警高崎中央警察署
棚倉慎吾
演 - 松澤一之
高崎中央署刑事課長。
相川
演 - 田中優樹
高崎中央署刑事。
権藤
演 - 根本俊二
高崎中央署刑事。
入沢軍平
演 - 蟹江敬三
高崎中央署刑事。

### ゲスト
第1作「死蛍」（2003年）
- 八雲紗織（八雲の妻・八雲クリスタル副社長） - 床嶋佳子
- 八雲健二（大学教授・弘之の叔父） - 矢島健一
- 滝川雅子（喫茶店「茶房曼陀羅」店主） - 飯星景子
- 藤堂芳彦（紗織の得意先の社員） - 中谷彰宏
- 八雲弘之（八雲クリスタル2代目社長） - 武野功雄
- 三宅（京都府警 管理官） - 篠塚勝
- 巡査 - 飯島大介
- 伊東末彦（ホタル博士） - 白石タダシ
- 西山幸男（啓子の同居人） - 佐久間哲
- 田川啓子（弘之の愛人） - 秦由香里
- 店主 - 大橋一三
- 八雲クリスタル社員 - ひがし由貴、松田瑞希
- 有迫照彦、中村好一、野貴葵、放映プロジェクト

第2作「絹の道殺人事件」（2005年）
- 藤川泉美（着物ブランドオーナー） - 藤真利子（幼少期：加坂涼、少女期：金子優理奈）
- 宮崎政義（弁当屋店主） - 平田満
- 高崎中央警察署 署長 - 有福正志
- 黒田（西陣南警察署 刑事） - 山本竜二
- 金村貴美子（金村の妻） - 岡本夏生
- 京都の呉服屋店主 - 仁科扶紀
- 高崎の呉服屋店主 - 一谷伸江
- 嵯峨野署刑事 - 小倉功
- 金村誠（フリージャーナリスト） - 伊藤昌一
- 喜多川芳治（泉美の夫・弁護士） - 大久保英一
- 南保夫（喜多川を脅していた男） - 趙珉和
- 桜井敏江（スナックのママ） - 佐野珠実
- 渡部三郎 - 長沢一樹
- 渡部三郎の愛人 - 村主芳
- 宮崎純一（宮崎の息子） - 古川侑
- せんべい屋 - 中澤優子、信澤憲一
- 桂木あけみ - 沢田舞
- 藤川貢（県会議員） - 望月太郎
- 藤川等（藤川の父・元県会議員） - 野村昇史
- 浦ひろみ、白石義人、北川竜二、高橋聡、加納義正、坂本一也、久真健、関谷智巳、放映プロジェクト

## スタッフ
- 原作 - 浅黄斑『死蛍』
- 脚本 - 柏原寛司、よしだあつこ
- 監督 - 黒沢直輔
- プロデューサー - 田中浩三、田辺昌一、升本由喜子、岡部紳二
- 制作 - テレビ東京、BSジャパン、松竹

## 放送日程
| 回数 | 放送日         | タイトル       | 脚本         |
| ---- | -------------- | -------------- | ------------ |
| 1    | 2003年06月11日 | 死蛍           | 柏原寛司     |
| 2    | 2005年03月09日 | 絹の道殺人事件 | よしだあつこ |